# Georg Engelhardt (Theologe)
Georg Engelhardt (auch Englhardt, * 13. Mai 1901 in München; † 1971) war ein deutscher Theologe. Er war Fundamentaltheologie- und Dogmatikprofessor an der Universität Regensburg.

## Leben
Engelhardt besuchte Gymnasien in Scheyern und Freising. Anschließend studierte er an der Philosophisch-theologischen Hochschule Freising und der Universität München.  Er wurde 1933 in München promoviert und habilitierte sich 1936. Von 1937 bis 1939 übernahm er in Vertretung die Professur für Dogmatik an der Philosophisch-theologischen Hochschule Regensburg. Ab 1945 lehrte er als außerordentlicher, ab 1948 als ordentlicher Professor in Regensburg.

## Publikationen (Auswahl)
- Die Entwicklung der dogmatischen Glaubenspsychologie in der mittelalterlichen Scholastik vom Abaelardstreit (um 1140) bis zu Philipp dem Kanzler (gest. 1236). Aschendorff, München 1933, Dissertation.
- Die Lehrrichtung der Cod. Par. Bibl. nat. 16407 : Ein Beitrag zum Augustinismus der Hochscholastik. In: Aus der Geisteswelt des Mittelalters. 2. Halbband, Münster 1935, S. 792–825.
- Adam de Puteorumvilla : un Maître proche d'Odon Rigaud. Sa psychologie de la foi  In: Recherches de théologie ancienne et médiévale. Band 8, Abbaye du Mont César, Louvain 1936, S. 62–78.
- Übersetzung: Michele Barbi: Dante, Leben, Werk und Wirkung. Pustet, Regensburg 1943.
- Umschau und Einkehr, Gedichte. Hof/Saale 1950.